# Velika nagrada Abu Dabija 2011
Velika nagrada Abu Dabija 2011 je osemnajsta dirka Svetovnega prvenstva Formule 1 v sezoni 2011. Odvijala se je 13. novembra 2011 na dirkališču Yas Marina v Abu Dabiju. Zmagal je Lewis Hamilton, McLaren-Mercedes, drugo mesto je osvojil Fernando Alonso, Ferrari, tretje pa Jenson Button, McLaren-Mercedes.
Sebastian Vettel, Red Bull-Renault, je osvojil najboljši štartni položaj, tudi na štartu dirke je povedel, toda v drugem ovinku je zletel s steze zaradi predrte pnevmatike, po pregledu v boksih pa tudi odstopil. S tem je vodstvo prevzel Lewis Hamilton, ki ga je zadržal do cilja, Fernando Alonso je s podobno taktiko postankov v bokih osvojil drugo mesto, Jenson Button pa tretje.

## Rezultati

### Kvalifikacije
| Poz | Št | Dirkač             | Konstruktor          | 1. del    | 2. del   | 3. del    | Št. m. |
| --- | -- | ------------------ | -------------------- | --------- | -------- | --------- | ------ |
| 1   | 1  | Sebastian Vettel   | Red Bull-Renault     | 1:40.478  | 1:38.516 | 1:38.481  | 1      |
| 2   | 3  | Lewis Hamilton     | McLaren-Mercedes     | 1:39.782  | 1:38.434 | 1:38.622  | 2      |
| 3   | 4  | Jenson Button      | McLaren-Mercedes     | 1:40.227  | 1:39.097 | 1:38.631  | 3      |
| 4   | 2  | Mark Webber        | Red Bull-Renault     | 1:40.167  | 1:38.821 | 1:38.858  | 4      |
| 5   | 5  | Fernando Alonso    | Ferrari              | 1:41.380  | 1:39.058 | 1:39.058  | 5      |
| 6   | 6  | Felipe Massa       | Ferrari              | 1:41.592  | 1:39.623 | 1:39.695  | 6      |
| 7   | 8  | Nico Rosberg       | Mercedes             | 1:41.120  | 1:39.420 | 1:39.773  | 7      |
| 8   | 7  | Michael Schumacher | Mercedes             | 1:42.605  | 1:40.554 | 1:40.662  | 8      |
| 9   | 14 | Adrian Sutil       | Force India-Mercedes | 1:40.595  | 1:40.205 | 1:40.768  | 9      |
| 10  | 15 | Paul di Resta      | Force India-Mercedes | 1:41.064  | 1:40.414 | brez časa | 10     |
| 11  | 17 | Sergio Pérez       | Sauber-Ferrari       | 1:41.311  | 1:40.874 |           | 11     |
| 12  | 10 | Vitalij Petrov     | Renault              | 1:40.955  | 1:40.919 |           | 12     |
| 13  | 18 | Sébastien Buemi    | Toro Rosso-Ferrari   | 1:41.737  | 1:41.009 |           | 13     |
| 14  | 9  | Bruno Senna        | Renault              | 1:41.391  | 1:41.079 |           | 14     |
| 15  | 19 | Jaime Alguersuari  | Toro Rosso-Ferrari   | 1:41.386  | 1:41.162 |           | 15     |
| 16  | 16 | Kamui Kobajaši     | Sauber-Ferrari       | 1:41.613  | 1:41.240 |           | 16     |
| 17  | 12 | Pastor Maldonado   | Williams-Cosworth    | 1:42.258  | 1:41.760 |           | 23     |
| 18  | 20 | Heikki Kovalainen  | Lotus-Renault        | 1:42.979  |          |           | 17     |
| 19  | 21 | Jarno Trulli       | Lotus-Renault        | 1:43.884  |          |           | 18     |
| 20  | 24 | Timo Glock         | Virgin-Cosworth      | 1:44.515  |          |           | 19     |
| 21  | 22 | Daniel Ricciardo   | HRT-Cosworth         | 1:44.641  |          |           | 20     |
| 22  | 25 | Jérôme d'Ambrosio  | Virgin-Cosworth      | 1:44.699  |          |           | 21     |
| 23  | 23 | Vitantonio Liuzzi  | HRT-Cosworth         | 1:45.159  |          |           | 22     |
| 24  | 11 | Rubens Barrichello | Williams-Cosworth    | brez časa |          |           | 24     |

### Dirka
| Poz | Št | Dirkač             | Konstruktor          | Krogi | Čas/Odstop        | Št. m. | Toč |
| --- | -- | ------------------ | -------------------- | ----- | ----------------- | ------ | --- |
| 1   | 3  | Lewis Hamilton     | McLaren-Mercedes     | 55    | 1:37:11.886       | 2      | 25  |
| 2   | 5  | Fernando Alonso    | Ferrari              | 55    | +8.457            | 5      | 18  |
| 3   | 4  | Jenson Button      | McLaren-Mercedes     | 55    | +25.871           | 3      | 15  |
| 4   | 2  | Mark Webber        | Red Bull-Renault     | 55    | +35.784           | 4      | 12  |
| 5   | 6  | Felipe Massa       | Ferrari              | 55    | +50.578           | 6      | 10  |
| 6   | 8  | Nico Rosberg       | Mercedes             | 55    | +52.317           | 7      | 8   |
| 7   | 7  | Michael Schumacher | Mercedes             | 55    | +1:15.964         | 8      | 6   |
| 8   | 14 | Adrian Sutil       | Force India-Mercedes | 55    | +1:17.122         | 9      | 4   |
| 9   | 15 | Paul di Resta      | Force India-Mercedes | 55    | +1:41.087         | 10     | 2   |
| 10  | 16 | Kamui Kobajaši     | Sauber-Ferrari       | 54    | +1 krog           | 16     | 1   |
| 11  | 17 | Sergio Pérez       | Sauber-Ferrari       | 54    | +1 krog           | 11     |     |
| 12  | 11 | Rubens Barrichello | Williams-Cosworth    | 54    | +1 krog           | 24     |     |
| 13  | 10 | Vitalij Petrov     | Renault              | 54    | +1 krog           | 12     |     |
| 14  | 12 | Pastor Maldonado   | Williams-Cosworth    | 54    | +1 krog           | 23     |     |
| 15  | 19 | Jaime Alguersuari  | Toro Rosso-Ferrari   | 54    | +1 krog           | 15     |     |
| 16  | 9  | Bruno Senna        | Renault              | 54    | +1 krog           | 14     |     |
| 17  | 20 | Heikki Kovalainen  | Lotus-Renault        | 54    | +1 krog           | 17     |     |
| 18  | 21 | Jarno Trulli       | Lotus-Renault        | 53    | +2 kroga          | 18     |     |
| 19  | 24 | Timo Glock         | Virgin-Cosworth      | 53    | +2 kroga          | 19     |     |
| 20  | 23 | Vitantonio Liuzzi  | HRT-Cosworth         | 53    | +2 kroga          | 22     |     |
| Ods | 22 | Daniel Ricciardo   | HRT-Cosworth         | 47    | Alternator        | 20     |     |
| Ods | 18 | Sébastien Buemi    | Toro Rosso-Ferrari   | 18    | Hidravlika        | 13     |     |
| Ods | 25 | Jérôme d'Ambrosio  | Virgin-Cosworth      | 17    | Zavore            | 21     |     |
| Ods | 1  | Sebastian Vettel   | Red Bull-Renault     | 1     | Poškodovana obesa | 1      |     |